# Janus Daði Smárason
Janus Daði Smárason (født d. 1. januar 1995 i Reykjavik) er en islandsk håndboldspiller. I dag  spiller spiller han i Bundesligaen for SC Magdeburg , og på Islands håndboldlandshold.
Han deltog under VM i håndbold 2017 i Frankrig.